# Universidade Católica Andrés Bello

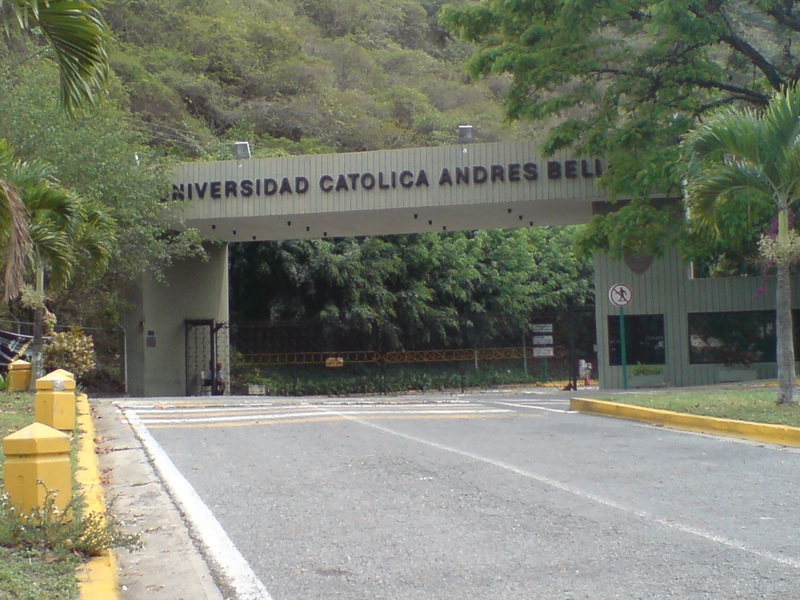
Entrada da Universidade

A Universidade Católica Andrés Bello (UCAB) é uma instituição de ensino superior privada da Venezuela. Possui seu campus principal localizado em Caracas; os outros estão em Los Teques, Puerto Ordaz e Coro.
A UCAB foi fundada em outubro de 1953, pela Sociedade de Jesus.